# Les Cloches de l'enfer
Pour plus de détails, voir Fiche technique et Distribution.
Les Cloches de l'enfer (La campana del infierno) est un film d'épouvante franco-espagnol réalisé par Claudio Guerín, sorti en 1973.
Le réalisateur étant décédé dans une chute sur le plateau de tournage, il est remplacé pour les derniers plans par Juan Antonio Bardem.

## Synopsis
Juan est libéré d'un centre psychiatrique 
où il était interné depuis des mois. Il rend alors visite à sa tante, 
Marta, qui l'a fait interner, et à ses trois cousines. Il décide 
également de s'installer dans la demeure de sa défunte mère, dont 
l'héritage est en jeu. Juan met alors en place une machination 
vengeresse à l'égard de sa famille. Il ourdit un plan démoniaque qui 
devrait n'épargner personne...

## Fiche technique
- Titre français : Les Cloches de l'enfer[2],[3]
- Titre original : La campana del infierno[4]
- Réalisateur : Claudio Guerín et non crédité Juan Antonio Bardem
- Scénario : Santiago Moncada
- Photographie : Manuel Rojas
- Musique : Adolfo Waitzman
- Montage : Magdalena Pulido
- Décors : Eduardo Torre de la Fuente
- Costumes : Maiki Marín
- Production : Claudio Guerin, Robert Ausnit, Luis Laso, André Génovès
- Sociétés de production : Hesperia Films, Les Films La Boétie
- Pays de production :  Espagne -  France
- Langue originale : espagnol
- Format : couleurs
- Durée : 106 minutes
- Genre : film d'épouvante
- Date de sortie :
  - Espagne (Festival du film de Saint-Sébastien) : 16 septembre 1973
  - France : août 1974

## Distribution
- Renaud Verley (VF : lui-même) : Juan (Jean en VF)
- Viveca Lindfors (VF : Françoise Fechter) : Marta
- Alfredo Mayo (VF : Michel Gudin) : Don Pedro (Pierre en VF)
- Maribel Martín (VF : Sylviane Margollé) : Esther
- Nuria Gimeno (VF : Évelyn Séléna) : Teresa
- Christine Betzner : María
- Saturno Cerra (VF : René Bériard) : le berger
- Nicole Vesperini : l'épouse de Don Pedro
- Erasmo Pascual (VF : Georges Riquier) : le prêtre
- Rosetta Vellisca : la fille du berger
- Ángel Blanco (VF : Pierre Garin) : Docteur Junqueiro
- Susana Latour : la mère de Juan
- Juan Cazalilla (VF : Pierre Garin) : un partenaire de chasse de Don Pedro
- Antonio Puga (VF : Robert Bazil) : un partenaire de chasse de Don Pedro
- Tito García : un partenaire de chasse de Don Pedro
- William Layton (VF : Robert Bazil) : Dr. Cunqueiro, directeur de la clinique psychiatrique